# کالین کمبل
کالین کمبل (انگلیسی: Colin Campbell, 1st Baron Clyde؛ ۲۰ اکتبر ۱۷۹۲ – ۱۴ اوت ۱۸۶۳) فرد نظامی اهل پادشاهی متحد بریتانیای کبیر و ایرلند بود. وی همچنین برندهٔ جوایزی همچون نشان حمام شده‌است.